# Fiat Brevetti
La Fiat Brevetti, est un modèle d'automobile, présenté par le constructeur italien Fiat, en 1905, à la suite du rachat de la société Ansaldi la même année.
Au début de l'année, F.I.A.T. rachète son concurrent milanais Ansaldi. Reprenant un modèle arrivé au stade de son lancement, Fiat lance la Fiat-Ansaldi 10-12 HP. Cette nouvelle voiture sera rebaptisée Fiat Brevetti en 1906, elle sera fabriquée jusqu'en 1912 sous sa seconde série, Brevetti 2.
Elle innovera dans le domaine technique en imposant en première mondiale, un châssis non plus droit mais préformé ainsi qu'un arbre de transmission équipé de « cardans », brevet du célèbre ingénieur italien Cardano, et d'un groupe différentiel avec couple conique.
Équipée d'un moteur de 3 052 cm3 développant 20 ch, elle inaugura la lubrification forcée.

## Fiat Brevetti 2
En 1908, Fiat présente une voiture dérivée de la Brevetti et la baptisa Fiat 15-25 HP aussi connue sous le nom de Brevetti 2. Elle bénéficia d'une augmentation des voies de 1 290 à 1 350 mm, de la même base mécanique mais la puissance du moteur sera portée à 26 ch.
Les deux versions seront fabriquées dans l'usine de Corso Dante à Turin.